# Vladimir Vasil'evič Smirnov
Vladimir Vasil'evič Smirnov, in russo Владимир Васильевич Смирнов? (4 luglio 1849 – Pjatigorsk, 1º novembre 1918), è stato un generale russo.

## Biografia
Nato il 4 luglio 1849, Smirnov iniziò la propria educazione nel corpo dei cadetti di Polotsk, venendo poi trasferito alla scuola militare di Pavlovsk il 23 agosto 1865. Il 17 giugno 1867 si diplomò col grado di sottotenente e venne assegnato al 28º reggimento di fanteria di Polotsk. Il 17 luglio 1867 venne trasferito nel reggimento delle guardie dello zar a Mosca, dove il 17 aprile 1870 venne promosso tenente ed il 30 agosto 1872 capitano.
Nel 1874, Smirnov seguì il corso di scienze all'Accademia Militare di stato maggiore Nikolayev e venne assegnato al quartier generale del distretto militare di Kharkov. Il 5 marzo 1875 venne nominato aiutante della 36ª divisione di fanteria.
Il 4 novembre 1876 divenne aiutante del quartier generale del VII corpo d'armata, combattendo nella guerra russo-turca (1877–1878), e venendo trasferito dall'11 novembre 1877 al distretto militare di Odessa.
Il 16 aprile 1878 venne promosso tenente colonnello e raggiunse il rango di colonnello il 12 aprile 1881. Dal 1º agosto al 15 settembre 1881 comandò un battaglione del 57º reggimento di fanteria Modlinsky. Nominato capo dello staff della 5ª divisione di fanteria dal 20 luglio 1884, Smirnov trascorse quasi sette anni in tale posizione. Il 1º aprile 1891 ottenne il comando del 131º reggimento di fanteria di Tiraspol.
Il 26 febbraio 1894, Smirnov venne promosso al rango di maggiore generale e nominato capo dello staff del IX corpo d'armata. Il 4 luglio 1901 venne nominato comandante della 18ª divisione di fanteria e il 6 dicembre di quello stesso anno venne promosso al rango di tenente generale. Il 9 luglio 1906 ottenne il comando del II corpo d'armata siberiano.
Il 13 aprile 1908 Smirnov venne promosso generale di fanteria ed il 28 luglio 1908 ebbe il comando del XX corpo d'armata.

### La prima guerra mondiale
Quando la Russia entrò nella prima guerra mondiale il 1º agosto 1914, Smirnov era ancora al comando del XX corpo d'armata. Il 20 novembre di quello stesso anno prese il comando della II armata, venendo confermato ufficialmente il 5 dicembre 1914.
Nel marzo del 1916, Smirnov venne costretto a lasciare il proprio servizio attivo al fronte per il peggioramento della propria salute e la II armata, che aveva subito una pesante sconfitta contro l'esercito imperiale tedesco nell'offensiva del lago Naroch, venne trasferita al comando del generale Aleksandr Frantsevič Ragoza.
Nel marzo del 1917, Smirnov tolse al generale Aleksej Ermolaevič Ėvert il comando delle operazioni sul fronte occidentale, prendendolo personalmente ma per breve tempo. L'8 aprile 1917 fu riassegnato al ministero della guerra ed il 22 aprile divenne membro del consiglio militare di guerra.

### La guerra civile e gli ultimi anni
Dopo la rivoluzione di ottobre, Smirnov si trasferì da Pietrogrado nell'area di Mineralnye Vody. Nel settembre del 1918, durante la guerra civile russa, venne preso in ostaggio dall'Armata Rossa e venne fucilato il 1º novembre 1918 insieme ad altri generali come Nikolai Ruzsky e Radko Dimitriev a Pjatigorsk. Secondo altre fonti, venne ucciso dai bolscevichi a Kiev tra il febbraio e l'aprile del 1919.